# Ashburton (rivier in West-Australië)
De Ashburton is een rivier in de regio Pilbara in West-Australië.

## Geschiedenis
De Ashburton werd oorspronkelijk bevolkt door verschillende groepen Aborigines waaronder de Thalanyji.
De rivier Ashburton werd vermoedelijk voor het eerst in 1618 door Europeanen opgemerkt. Het VOC-schip Mauritius onder het bevel van supercargo Willem Jansz en kapitein Lenaert Jacobszoon ontdekte toen de westkust van Australië en bracht een rivier in kaart die de Willem werd genoemd. Het gaat waarschijnlijk om dezelfde rivier. De rivier verscheen op de in 1627 door Hessel Gerritsz gemaakte Caert van't Landt van d'Eendracht. Op de kaart staat de volgende vermelding :"Willems revier, besocht by 't volck van 't Schip Mauritius in Iulius A° 1618".
Tijdens een expeditie met het schip HMS Mermaid in 1818 gaf Phillip Parker King de rivier de naam 'Curlew', vanwege de veelvuldige aanwezigheid van pelikanen en wulpen (En:Curlew) in de monding van de rivier. In 1861 hernoemde Francis Thomas Gregory, tijdens een expeditie over land in de Pilbara, de rivier naar William Bingham Baring, de tweede baron van Ashburton (1799-1864). Baring was van 1860 tot 1864 voorzitter van de Royal Geographical Society.
De plaats Onslow lag oorspronkelijk aan de monding van de Ashburton maar werd in de jaren 1920 naar het 15 kilometer noordwestelijker gelegen Beadon Point verhuisd. Daar was een aanlegsteiger gebouwd die toeliet grotere schepen te laden en lossen.

## Geografie
De Ashburton ontstaat ongeveer 100 kilometer ten zuiden van Newman. De rivier stroomt in noordwestelijke richting en kruist de North West Coastal Highway nabij Nanutarra. Ze mondt ongeveer 20 kilometer ten zuiden van Onslow in de Indische Oceaan uit.
De rivier is ongeveer 680 kilometer lang, heeft een stroomgebied van 66.850 km² en stroomt door enkele waterpoelen:
- Mooline Pool (209m)
- Kooline Pool (183m)
- Barliyunnu Pool (126m)
- Cobbler Pool (116m)
- Boolaloo Pool (113m)

De Ashburton wordt gevoed door een dertigtal waterlopen:
- Limestone Creek (542m)
- Goldfields Creek (502m)
- Monkey Creek (485m)
- Brumby Creek (422m)
- Perry Creek (418m)
- Ethel River (393m)
- Tunnel Creek (387m)
- Turkey Creek (379m)
- Glen Ross Creek (366m)
- Gorge Creek (347m)
- Mucalana Creek (336m)
- Pingandy Creek (322m)
- Little Pingandy Creek (312m)
- Angelo River (298m)
- Turee Creek (268m)

- Fords Creek (256m)
- Wandarry Creek (245m)
- Seven Mile Creek (243m)
- Stockyard Creek (221m)
- Gorge Creek (215m)
- Dead Horse Creek (199m)
- Irregully Creek (182m)
- Hardey River (139m)
- Metawandy Creek (139m)
- Duck Creek (123m)
- Urandy Creek (115m)
- Henry River (98m)
- Sandy Creek (96m)
- Jubricoo Creek (62m)
- Peepingee Creek (46m)

## Fauna en flora
In de getijdendelta van de Ashburton is de mangrove Avicennia marina dominant en vormt een belangrijke habitat voor vissen, krabben, vogels en reptielen. Ze voeden en broeden er. Onder meer de Melanotaenia australis, barramundi en de bedreigde gewone zaagvis komen van nature voor in de rivier.
Het is niet gebruikelijk maar af en toe worden er zoutwaterkrokodillen waargenomen in de rivier.
Eveneens ongebruikelijk is dat uit de maaginhoud van 18 vissen van de soort Neoarius graeffei, gevangen in de Ashburton in 2016, bleek dat ze zich voeden met de Australische springmuis.